# Північна Африка

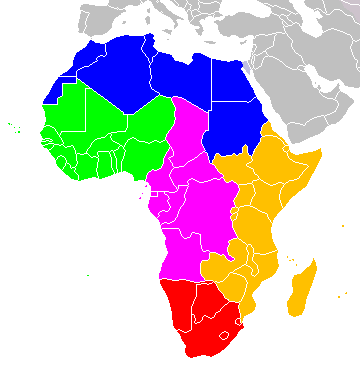
Північна Африка
Західна Африка
Центральна Африка
Східна Африка
Південна Африка

Півні́чна А́фрика — географічна й історична область, частина Африки північніше пустелі Сахара. Країни Північної Африки охоплюють також частину пустелі. Панівна мова населення Північної Африки – арабська. 
На відміну від Чорної Африки, населення здебільшого європеоїдне, на відміну від країн південніше Сахари.

## Країни
Сьогодні в Північній Африці розташовані 6 незалежних країн. З них 5 — республіки. Тільки Марокко є королівством. Та ще дуже складне становище склалося в Західній Сахарі. Ця країна до 1976 р. керувалася Іспанією, але після того, як іспанці покинули територію Західної Сахари, була захоплена Марокко. Але населення Західної Сахари вимагало незалежності. Почалися бойові дії, справжня партизанська війна проти марокканців. В 1991 р. була прийнята угода про припинення вогню. Однак країна досі не отримала незалежності і війна в будь-який момент може розпочатися знову.
Західна Сахара — не єдиний приклад проблем, які існують між народами Північної Африки. Етнічні та релігійні протиріччя породжують багато конфліктів у Північній Африці. Наприклад, в Судані мусульманські урядові війська ведуть на півдні країни бойові дії проти темношкірих африканців, багато з яких дотримуються традиційних вірувань або християнства.
- Алжир
- Єгипет
- Лівія
- Марокко
- Судан
- Туніс
- Західна Сахара

Канарські острови, Ефіопію, Еритрею та Мадейру також іноді відносять до Північної Африки.

## Географія
Крайня північ материка зайнята комфортною для мешкання середземноморською природною зоною. Але вона являє собою всього лише вузьку смугу уздовж берега моря. Тут ростуть дуби, лаври, оливкові та інші дерева, але найрозповсюдженіша рослина — пальма.

Сахель

Більша ж частина Північної Африки зайнята великою пустелею Сахара, яка простяглася уздовж північного узбережжя Середземного моря. Саме тут, в Сахарі, була зафіксована найбільша на Землі температура у затінку — 59° С. Однак при виключно високій температурі в денний час, ночі тут холодні, і люди одягають щільний вовняний одяг, щоб не змерзнути. Найнеобхідніша для людини тварина пустелі — верблюд, здатний долати великі відстані без води. Саме завдяки верблюдам в пустелі існують племена туарегів і берберів. Опади в Сахарі не випадають по декілька років поспіль, але іноді трапляються потужні зливи, які можуть викликати повінь. Правда, тривалість цих катастроф дуже невелика: вода швидко стікає або всотується в пісок. Там, де підземні води підходять близько до поверхні, в пустелі зустрічаються зелені оази. Саме в них зосереджене основне населення пустельної зони. Найбільша кількість води зосереджена в долині Нілу.
На південь від Сахари пустелю замінює посушлива смуга — сахель. Цікаво, що арабське слово «сахель» в перекладі означає «берег». Який берег мається на увазі? Берег безмежного моря пісків Сахари. В межах сахеля співіснують напівпустелі та сухі савани. Життя в зоні сахеля дуже тяжке через часті й тривалі посухи, які призводять до занепаду землеробства. Південніше сахеля розташувалися справжні субекваторіальні савани з їх багатою трав'янистою рослинністю та рідкісними деревами.

## Історія
Близько семи тисяч років тому в Північній Африці випадало більше дощів, ніж у наші часи, і Сахара не була пустелею. Вся ця величезна територія являла собою савану, в якій паслися численні стада тварин. Але до 4000 р. до н. е. клімат став сухішим, і люди переселилися ближче до джерел води, в першу чергу в долину Нілу. Більша частина Північної Африки знелюдніла, проте в долині Нілу приблизно з 3100 р. до н. е. виникла високорозвинута давньоєгипетська цивілізація. Інші давні культури існували південніше, в Судані та Ефіопії. До речі, Ефіопія ще в IV р. н. е. однією з перших на Землі стала християнською країною.
У часи середньовіччя європейці були частими гостями на середземноморському узбережжі Африки, однак їм майже нічого не було відомо про Африку південніше Сахари. Проте арабські та берберські купці регулярно перетинали пустелю з караванами верблюдів. Вони залишили опис декількох середньовікових держав темношкірих африканців. До них належали давні Гана та Малі, які в ті часи були достатньо розвинутими та заможними країнами.
На початок XX століття майже вся Північна Африка опинилася під владою європейців. Так, Франції належали (як колонії або протекторати) Алжир, Мавританія, Туніс і більша частина Марокко. Велика Британія володіла Суданом і (як протекторатом — до 1922 року) Єгиптом. Іспанія володіла північною частиною Марокко та Західною Сахарою. Італія після Турецько-італійської війни 1911—1912 років оволоділа Лівією, а в 1936 році захопила Ефіопію. Однак в 1950-х и 1960-х рр. більшість північноафриканських країн досягли незележності.

## Економіка
Більшість країн Північної Африки належать до слаборозвинутих. Трохи вище рівень розвитку економіки в Алжирі та Лівії. Ці країни володіють значними запасами нафти та природного газу, які є важливим товаром на світовому ринку. Марокко видобуває фосфорити, які використовуються для виробництва добрив. Нігер — виробник урану, але все одно залишається однією з найбідніших країн Північної Африки.
В сільському господарстві зайнята більша частина населення Північної Африки. В середземноморських районах Марокко, Тунісу, Алжира, Лівії та Єгипту вирощують ячмінь, цитрусові та оливки. В долині Нілу збирають великі врожаї бавовни та цукрової тростини. В оазах Сахари головною культурою є фініки. На південь від Сахари, в зоні сахеля, вирощують посухостійкі культури, які не потребують великої кількості води. Це, насамперед, зернові культури: просо та сорго. Але навіть вони в цих умовах не дають великих врожаїв, тому населення зони сахеля потребує продовольчої допомоги, яка надходить сюди з різних країн світу. А Ефіопія є батьківщиною такої культури, як кава. Правда, виробляє вона його не дуже багато, проте ефіопська кава вважається найкращою у світі та високо цінується знавцями.

### Промисловість
Промисловість у більшості північноафриканських країн не розвинута. Лише в дельті Нілу на північ від Каїру, столиці Єгипту, зосереджені виробничі підприємства. В основному виробляються різні тканини, одяг, взуття.

## Населення

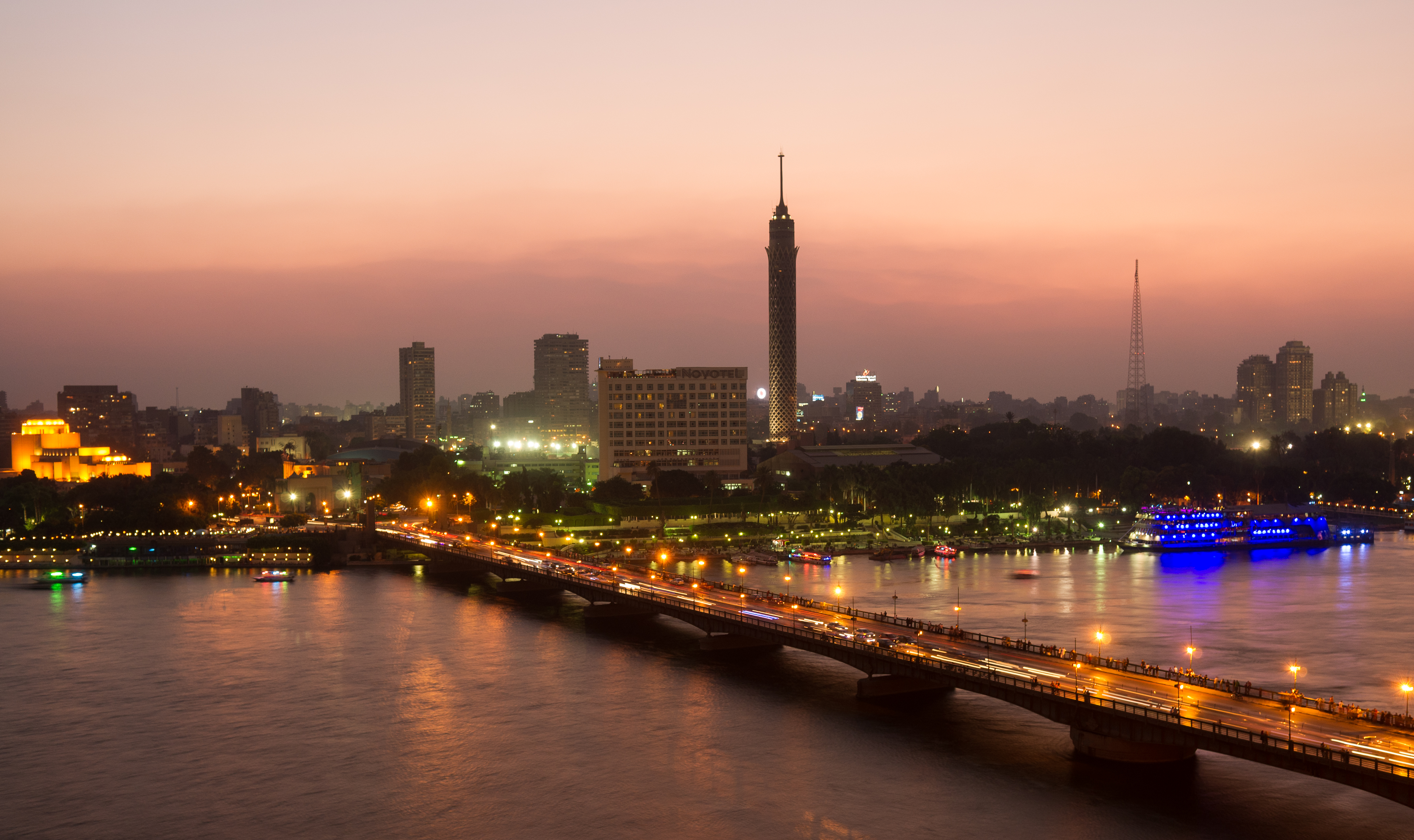
Каїр

Найбільшим містом Північної Африки є Каїр. З населенням більше 9 млн мешканців він належить до найбільших міст планети. Інші великі міста, населення яких перевищує 2 млн — це Александрія в Єгипті, Касабланка в Марокко. Але в містах мешкає менша частина населення Північної Африки. Більше 60 % північноафриканців мешкає в селах.
Більшість мешканців Африки на північ від Сахари розмовляють арабською та сповідують іслам. Тому архітектура, література та інші види мистецтва цих країн характеризуються спільністю стилю.
В країнах на південь від Сахари мешкає багато різних племен і народів, які розмовляють багатьма мовами. Їх культура, традиції, вірування значно відрізняються один від одного. Наприклад, в Ефіопії нараховується більше 70 мов. В деяких державах як офіційна використовується одна з європейських мов. Вона допомагає представникам різних народів спілкуватися між собою. В деяких країнах Північної Африки такою мовою є французька.

## Культура

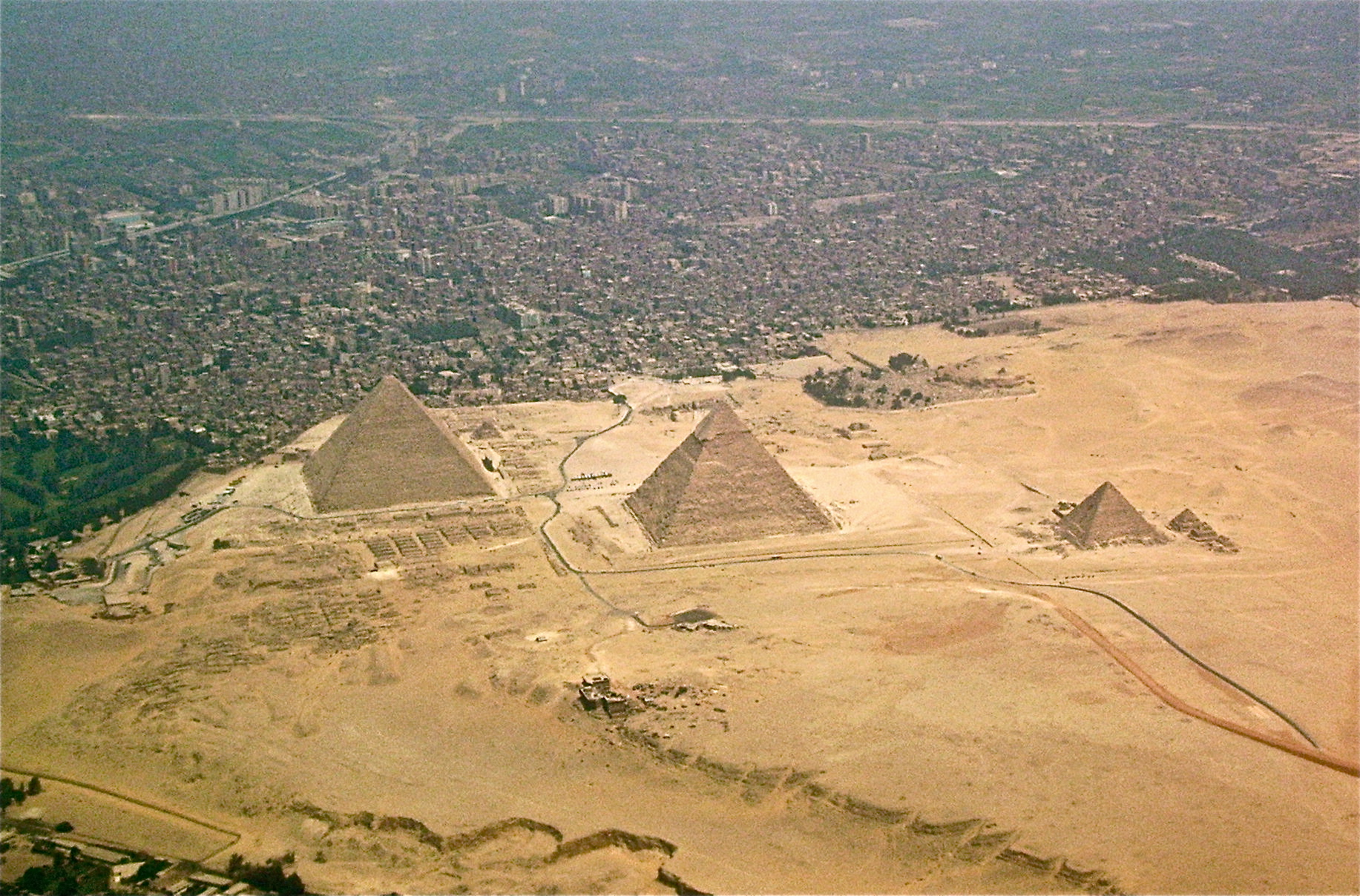
Піраміди в районі Гіза

Різноманітна кухня народів Північної Африки. Улюблена страва в Єгипті та Судані — фул. Це боби, способом виготовлені в оливковій олії. В Марокко популярний кускус — це пшенична каша, заправлена рибою, м'ясом чи овочами та залита гострим соусом. А в Ефіопії найулюбленіша страва — ват. Це дуже гостре тушковане м'ясо, до якого подають спеціальний прісний хліб. Взагалі кухню народів Північної Африки відрізняють дві особливості — дуже гострі страви й чудові солодощі.
На території Північної Африки міститься багато пам'яток культури та природи. До списку Всесвітньої спадщини належать: руїни одного з найдавніших міст планети — Мемфісу і піраміди в районі Гіза (Єгипет); середньовічні квартали міста Фєса (Марокко) та плато Тассілін-Аджер (Алжир) з чудовими наскельними малюнками часів кам'яної доби.